# Houston, Alaska
Houston är en ort (city) i Matanuska-Susitna Borough i delstaten Alaska i USA. Orten hade 1 975 invånare, på en yta av 65,41 km² (2020).